# Marvin Harris
Marvin Harris, né le 18 août 1927 à Brooklyn et mort le 25 octobre 2001 à Gainesville, est un anthropologue américain renommé pour ses travaux sur le matérialisme culturel. Ses études ethnologiques sur les populations de la Bahia amazonienne et d'autres régions du Brésil ainsi que du Mozambique portaient sur le concept de culture.

## Biographie
Il explique ainsi que l'interdit de la religion hindoue sur la consommation de bœuf repose sur le fait que celui-ci est utile comme animal de trait, que la vache produit du lait et que sa bouse sert de combustible, tous ces avantages étant supérieurs à celui que produirait sa viande. Quant à l'interdit du porc dans les religions émanant du Moyen-Orient, il repose sur le fait que son élevage n'est pas économiquement rentable parce que le porc n'a pas d'autre valeur que la viande qu'il fournit, qu'il ne peut pas servir comme animal de trait, qu'il est en concurrence avec les humains pour se procurer de la nourriture et qu'il n'est pas acclimaté au désert du fait qu'il ne peut pas transpirer et doit se rouler dans la boue ou son urine pour se thermoréguler.